# エレオノーレ・フォン・エッティンゲン＝シュピールベルク
エレオノーレ・フォン・エッティンゲン＝シュピールベルク（Prinzessin Eleonore von Oettingen-Spielberg, 1745年7月7日 - 1812年11月26日）は、オーストリア（ハプスブルク君主国）の貴族女性で、18世紀後半のウィーン貴族社交界の中心人物。結婚後のエレオノーレ・フォン・リヒテンシュタイン（Fürstin Eleonore von Liechtenstein）の姓名で知られる。神聖ローマ皇帝ヨーゼフ2世の親友かつ想い人であり、青年期のクレメンス・フォン・メッテルニヒ侯爵の庇護者だった。

## 生涯
エッティンゲン＝シュピールベルク侯ヨハン・アロイス1世（1707年 - 1780年）とその妻でシュレースヴィヒ＝ホルシュタイン＝ゾンダーブルク＝ヴィーゼンブルク公レオポルトの娘であるテレーゼ（1713年 - 1745年）の間の三女として生まれた。洗礼名はマリー・エレオノーレ・ガブリエーレ・ヴァルブルガ・オイフェーミア（Marie Eleonore Gabrielle Walburga Euphemia）であった。母を誕生の1週間後に亡くしたこともあり、1749年に4歳でストラスブールの女子修道院に預けられて教育を受けた。
1760年に母方の叔母エレオノーレ（グアスタッラ公ジュゼッペの寡婦）が亡くなると、姉レオポルディーネと共に叔母の遺産相続人となり、エレオノーレはモラヴィアの領地を相続した。姉妹は裕福な女子相続人として有名になり、姉妹揃って皇后マリア・テレジアの女官に任命され、皇后の娘たちとも親しくなった。姉は皇帝家の宰相ヴェンツェル・アントン・フォン・カウニッツ侯爵の嫡男と結婚した。自身も1763年5月30日にホーフブルク宮殿において、カール・フォン・リヒテンシュタイン侯爵と結婚した。夫妻は間に7人の子供をもうけるが、エレオノーレは結婚後数年経つと騎兵総監カール・オドンネル伯爵と浮名を流すなど、必ずしも夫に従順な妻とは言えなかった。
エレオノーレは皇帝ヨーゼフ2世のお気に入りの女友達となり、姉や従姉妹たちとともにウィーンの貴族社交界で重要な地位を占めるようになった。エレオノーレを中心とするサークルは「5人の貴婦人（Die fünf Damen）」または「5人の侯爵夫人（Die fünf Fürstinnen）」と呼ばれ、1768年頃に形成された。このサークルは1770年頃になるとヨーゼフ2世の寵愛を確固たるものにし、貴族社交界の頂点に立った。ヨーゼフ2世は少なくとも週1度、多い時には週に4度も彼女たちとの社交の時間を楽しんだ。このサークルに自由な出入りを許された男性は、ヨーゼフ2世の他にはいずれも皇帝の親友だった陸軍大将フランツ・モーリッツ・フォン・ラシ伯爵、侍従長フランツ・クサーヴァー・ヴォルフガング・フォン・オルシーニ＝ローゼンベルク伯爵の2人だけであった。
ヨーゼフ2世はエレオノーレに惹かれ、愛人関係を持とうとしたようだが、エレオノーレは皇帝の恋愛感情に応えようとはしなかった。1772年頃にはそうした話は立ち消えになり、2人の関係は複雑な感情をはらむものに変わった。エレオノーレはヨーゼフ2世が進めようとした性急な政治改革を穏健な形に抑えるのに、かなり貢献した。特に皇帝が啓蒙主義的な観点から攻撃的な宗教政策を始めた時は、これに強く反対した。しかしエレオノーレと皇帝の友情は皇帝の死まで続いた。ヨーゼフ2世は1790年、死の3日前にエレオノーレら「5人の侯爵夫人」に宛て、彼女たちの友情に感謝するとした、生涯最後の直筆の手紙を執筆している。
1790年にヨーゼフ2世が死去すると、「5人の侯爵夫人」のサークルは特権的な地位を失ったが、エレオノーレ自身はその後も一定の政治的影響力を保った。フランス革命戦争中にオーストリアとフランスの間の和議を話し合うラシュタット会議（1797年 - 1799年）が開かれていた際には、外務大臣フランツ・フォン・トゥーグート男爵が、フランス革命が起きているにも拘らず、未だに親フランス・反プロイセンの外交姿勢を放棄していないことを鋭く批判した。エレオノーレはこの頃、1795年に姉の一人娘と結婚した外交官クレメンス・フォン・メッテルニヒを可愛がるようになった。彼女は外交政策の方向性に関して義理の甥メッテルニヒと意気投合していた。トゥーグートが1801年に失脚した後、メッテルニヒがザクセン駐在大使に任命された際には、エレオノーレの影響力が働いたと言われた。晩年、エレオノーレはメッテルニヒがマリー・ルイーゼ大公女とナポレオンの政略結婚を成立させたことに憤慨し、メッテルニヒと疎遠になった。
エレオノーレは姉との間で文通をしており、彼女の手紙はウィーンの宮廷生活や当時の社会についての様々な証言を提供する史料の1つとなった。19世紀の歴史家アダム・ヴォルフ（Adam Wolf）は、エレオノーレの文通を元に彼女の伝記を執筆している。

## 子女
夫との間に6男1女をもうけた。夫妻の子孫はリヒテンシュタイン家内の傍系「カール系統（Karlischen Linie）」を形成したが、1908年に男系が絶えている。
- マリア・ヨーゼファ・エレオノーレ・ニコライア（1763年 - 1833年） - 1782年、ヨハン・ネポムク・フォン・ハラハ伯爵と結婚
- カール・ヨーゼフ・エマヌエル・アルビヌス（1765年 - 1795年）
- ヨーゼフ・ヴェンツェル・フランツ・アナスタジウス（1767年 - 1842年）
- エマヌエル・ヨーゼフ・カスパール・メルヒオール・バルタザール（1770年 - 1773年）
- モーリッツ・ヨーゼフ・ヨハン・バプティスト・ヴィクトル（1775年 - 1819年）
- フランツ・デ・パウラ・ヨーゼフ・アロイス・クリスピン（1776年 - 1794年）
- アロイス・ゴンツァーガ・ヨーゼフ・フランツ・デ・パウラ・テオドール（1780年 - 1833年）